# Miesenbach bei Birkfeld
Miesenbach bei Birkfeld ist eine Gemeinde mit 662 Einwohnern (Stand 1. Jänner 2024) in der Steiermark im Bezirk Weiz.

## Geografie
Die rund fünfzehn Quadratkilometer große Gemeinde liegt auf einer sanft ansteigenden Terrasse im oststeirischen Berg- und Hügelland. Das stark bewaldete Gelände steigt  von 781 Meter über dem Meer bis zur Wildwiesen auf 1256 Meter an.

### Gemeindegliederung
Das Gemeindegebiet umfasst folgende zwei Ortschaften (in Klammern Einwohnerzahl Stand 1. Jänner 2024):
- Berg- und Hinterleitenviertel (231)
- Dorfviertel (431)

Die Gemeinde besteht aus der Katastralgemeinde Weiglhof.

### Nachbargemeinden
|          | Strallegg                                   |                |
| Birkfeld | Kompassrose, die auf Nachbargemeinden zeigt | Wenigzell (HF) |
|          | Pöllau (HF)                                 |                |

## Geschichte
Das bayrische Adelsgeschlecht der Aribonen führte ab dem 12. Jahrhundert ausgedehnte Rodungen in der gesamten Oststeiermark durch. Eine Sippe aus diesem Geschlecht nannte sich später Stubenberger, diese waren an der Besiedlung rund um Miesenbach maßgeblich beteiligt.
Eine Urkunde aus dem Jahr 1240, die den Streit zwischen Bischof Heinrich von Seckau und Wulfing von Stubenberg über Zehentrechte regelt, wird misenpah genannt. Da jedoch nicht gesichert ist, dass damit das heutige Miesenbach gemeint ist, gilt 1318 als erste urkundliche Erwähnung des Ortes.
Eine Kirche in Miesenbach wird erstmals 1416 erwähnt. Noch heute erhalten ist eine Glocke mit der Aufschrift „In Gottes Namen bin ich geflossen, Marx Wenning aus Graz hat mich gegossen 1577“. Ihre heutige Form erhielt die Kirche am Ende des 17. Jahrhunderts.

### Bevölkerungsentwicklung
| Miesenbach bei Birkfeld: Einwohnerzahlen von 1869 bis 2024 | Miesenbach bei Birkfeld: Einwohnerzahlen von 1869 bis 2024 | Miesenbach bei Birkfeld: Einwohnerzahlen von 1869 bis 2024 | Miesenbach bei Birkfeld: Einwohnerzahlen von 1869 bis 2024 | Miesenbach bei Birkfeld: Einwohnerzahlen von 1869 bis 2024 |
| ---------------------------------------------------------- | ---------------------------------------------------------- | ---------------------------------------------------------- | ---------------------------------------------------------- | ---------------------------------------------------------- |
| Jahr                                                       |                                                            |                                                            |                                                            | Einwohner                                                  |
| 1869                                                       | 1869                                                       |                                                            | 447                                                        | 447                                                        |
| 1880                                                       | 1880                                                       |                                                            | 429                                                        | 429                                                        |
| 1890                                                       | 1890                                                       |                                                            | 426                                                        | 426                                                        |
| 1900                                                       | 1900                                                       |                                                            | 459                                                        | 459                                                        |
| 1910                                                       | 1910                                                       |                                                            | 423                                                        | 423                                                        |
| 1923                                                       | 1923                                                       |                                                            | 442                                                        | 442                                                        |
| 1934                                                       | 1934                                                       |                                                            | 492                                                        | 492                                                        |
| 1939                                                       | 1939                                                       |                                                            | 487                                                        | 487                                                        |
| 1951                                                       | 1951                                                       |                                                            | 528                                                        | 528                                                        |
| 1961                                                       | 1961                                                       |                                                            | 598                                                        | 598                                                        |
| 1971                                                       | 1971                                                       |                                                            | 670                                                        | 670                                                        |
| 1981                                                       | 1981                                                       |                                                            | 717                                                        | 717                                                        |
| 1991                                                       | 1991                                                       |                                                            | 717                                                        | 717                                                        |
| 2001                                                       | 2001                                                       |                                                            | 756                                                        | 756                                                        |
| 2011                                                       | 2011                                                       |                                                            | 743                                                        | 743                                                        |
| 2021                                                       | 2021                                                       |                                                            | 667                                                        | 667                                                        |
| 2024                                                       | 2024                                                       |                                                            | 662                                                        | 662                                                        |
| Quelle(n): Statistik Austria, Gebietsstand 1.1.2021        |                                                            |                                                            |                                                            |                                                            |

## Kultur und Sehenswürdigkeiten

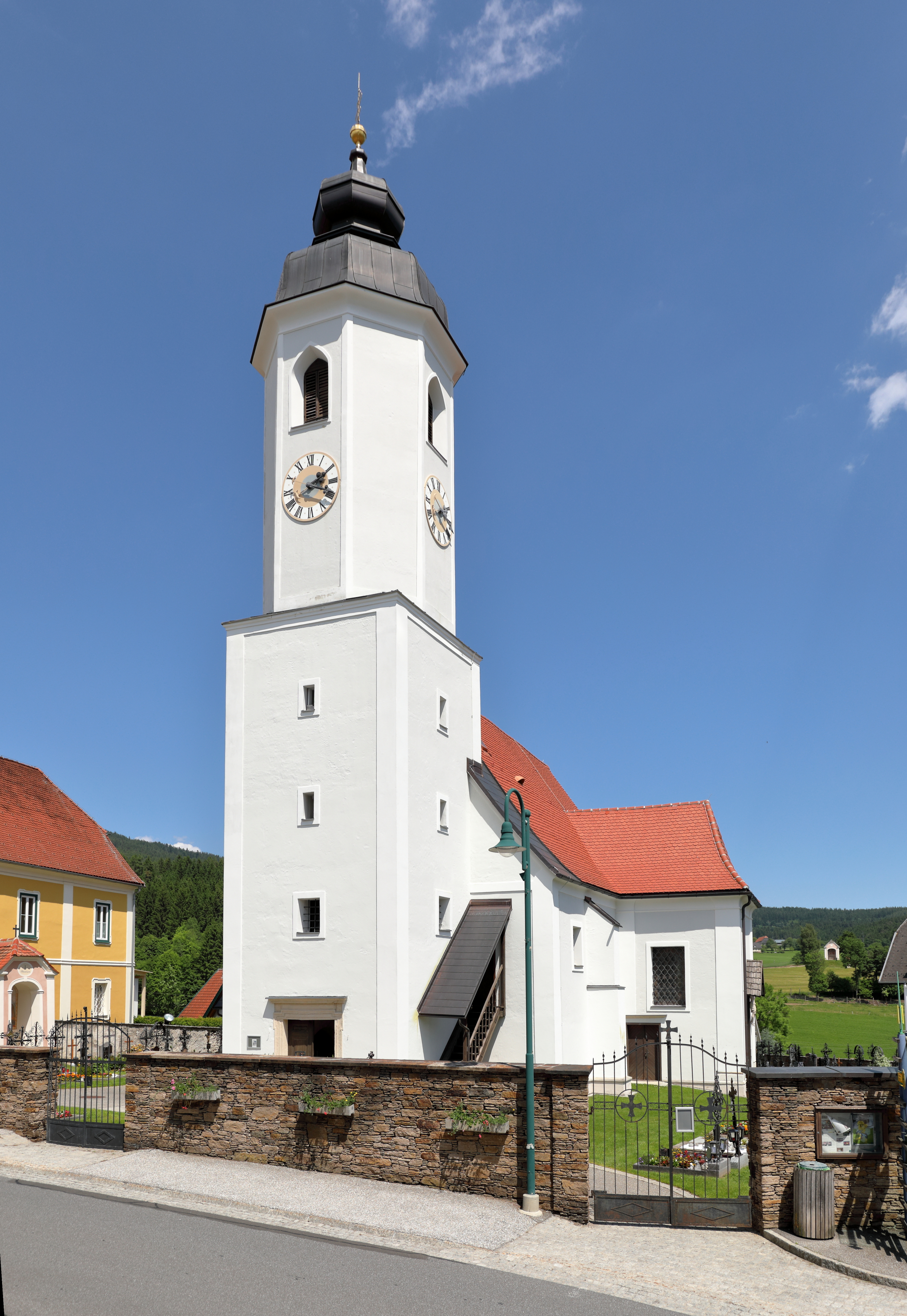
Pfarrkirche Miesenbach bei Birkfeld

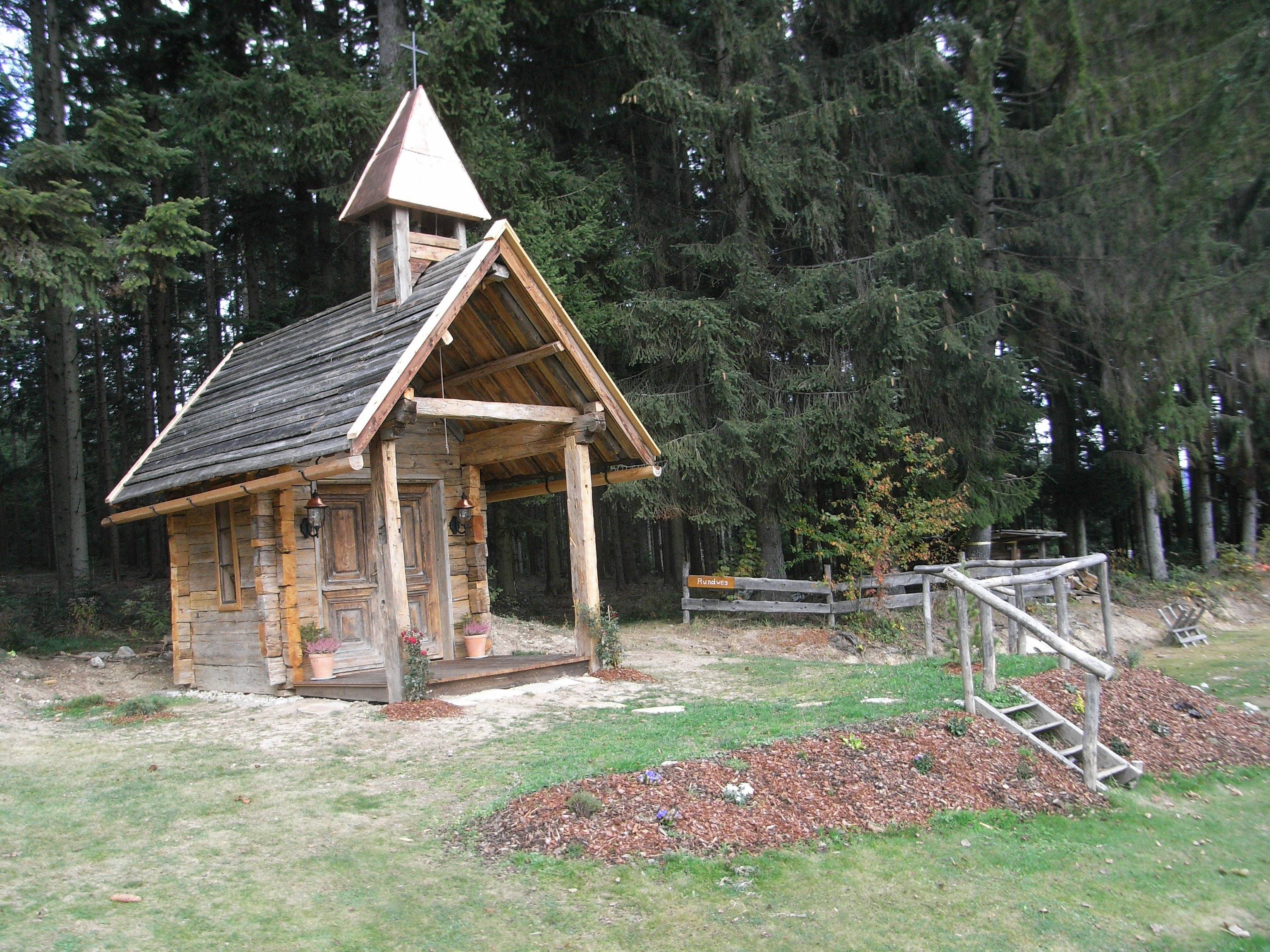
Holzkapelle

- Katholische Pfarrkirche Miesenbach bei Birkfeld hl. Kunigunde
- Brunnkapelle
- Holzkapelle
- Kreuzweg

Miesenbach ist einer der Austragungsorte der jährlich stattfindenden Intermusica.

## Wirtschaft und Infrastruktur

### Wirtschaftssektoren
Von den 45 landwirtschaftlichen Betrieben des Jahres 2010 wurden 30 im Haupterwerb geführt. Diese bewirtschafteten mehr als achtzig Prozent der Flächen. Der größte Arbeitgeber des Dienstleistungssektors war der Bereich Beherbergung und Gastronomie, der mehr als die Hälfte der Erwerbstätigen des Sektors beschäftigte.
| Wirtschaftssektor            | Anzahl Betriebe | Anzahl Betriebe | Anzahl Betriebe | Erwerbstätige | Erwerbstätige | Erwerbstätige |
| Wirtschaftssektor            | 2021            | 2011            | 2001            | 2021          | 2011          | 2001          |
| ---------------------------- | --------------- | --------------- | --------------- | ------------- | ------------- | ------------- |
| Land- und Forstwirtschaft 1) | 39              | 45              | 48              | 59            | 53            | 46            |
| Produktion                   | 12              | 13              | 5               | 23            | 23            | 24            |
| Dienstleistung               | 30              | 30              | 16              | 85            | 72            | 55            |

1) Betriebe mit Fläche in den Jahren 2010 und 1999, Arbeitsstätten im Jahr 2021

### Berufspendler
Im Jahr 2011 lebten 375 Erwerbstätige in Miesenbach, zwei Drittel davon pendelten aus.

### Tourismusverband
Die Gemeinde bildet gemeinsam mit Birkfeld, Fischbach, Ratten, Rettenegg, Strallegg, St. Kathrein am Hauenstein, St. Jakob im Walde, Waldbach-Mönichwald, Wenigzell und Vorau den Tourismusverband „Joglland-Waldheimat“. Dessen Sitz ist die Gemeinde St. Jakob im Walde.
Die Anzahl der Nächtigungen ging von 30.000 im Jahr 2010 auf 24.000 im Jahr 2019 zurück. Der Fremdenverkehr findet überwiegend im Sommer statt. Der stärkste Monat ist der August mit über 4000 Übernachtungen (Stand 2019).

## Politik

### Gemeinderat
Bei den alle fünf Jahre stattfindenden Gemeinderatswahlen werden neun Mandate vergeben:
| Partei | 2020    | 2020    | 2015 | 2015    | 2010 | 2010    |
| Partei | Prozent | Mandate | %    | Mandate | %    | Mandate |
| ------ | ------- | ------- | ---- | ------- | ---- | ------- |
| ÖVP    | 47,43   | 4       | 61   | 6       | 78   | 7       |
| SPÖ    | 29,77   | 3       | 39   | 3       | 22   | 2       |
| FPÖ    | 22,79   | 2       | -    | -       | -    | -       |

### Bürgermeisterin
Bürgermeisterin von Miesenbach bei Birkfeld ist Bernadette Schönbacher.

### Wappen
Die Verleihung des Gemeindewappens erfolgte mit Wirkung vom 1. Juli 1977.
Wappenbeschreibung: Im erniedrigt durch eine Wellenlinie von Grün zu Silber geteilten Schild oben ein silberner zweigiebeliger Hof, gedeckt mit einem Walmdach, die Giebel mit je zwei eckigen Fenstern und verbunden mit einem gezinnten Torbogen; unten drei (2:1) nach rechts gekehrte rote Pflugscharen.

## Persönlichkeiten

### Ehrenbürger
- Josef Sorger († 2018), Bürgermeister von Miesenbach 1975–1999
- Waltraud Klasnic, Landeshauptfrau der Steiermark 1996–2005